# Đồng hồ quả lắc

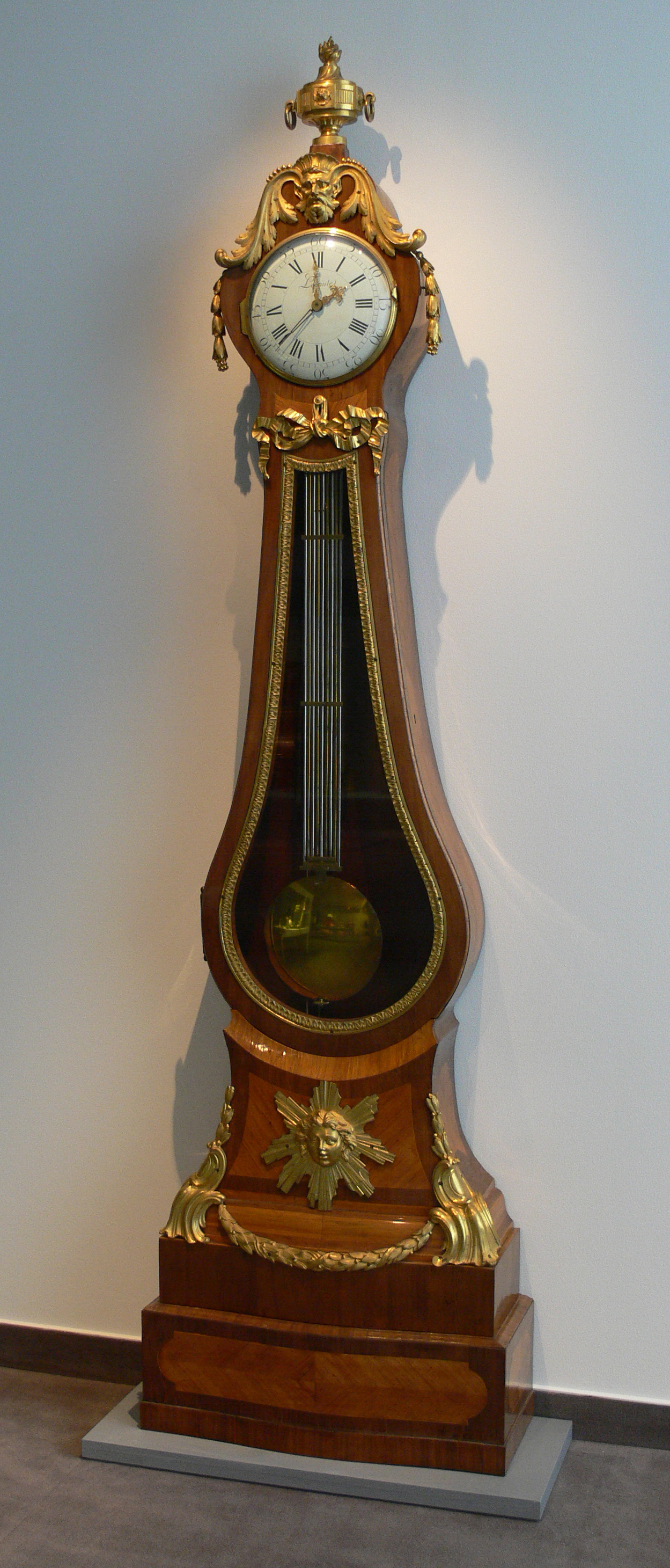
Một loại đồng hồ con lắc đến từ Pháp

Đồng hồ con lắc, đồng hồ quả lắc là một loại đồng hồ được hoạt động bởi một con lắc và một quả nặng. Sự chuyển động của qua lại của con lắc và quả nặng điều khiển các bánh răng và làm quay các kim giờ, kim phút trên mặt đồng hồ. Được phát minh bởi Christiaan Huygens vào năm 1656, và đến năm 1930, đồng hồ con lắc là loại đồng hồ chính xác nhất thời bấy giờ. Đồng hồ con lắc chỉ có thể hoạt động khi ở trạng thái cố định, nếu hộp đồng hồ bị dịch chuyển thì chuyển động của con lắc có thể bị sai lệch. Đồng hồ con lắc bây giờ được giữ vì tính chất trang trí và cổ điển của chúng. Ngoài ra bạn có thể sử dụng đồng hồ này để treo tường và thực hiện những hành động trang trí khác.